# Турец (Минская область)
Турец (бел. Турэц) — деревня (агрогородок) в Червенском районе Минской области. Входит в состав Клинокского сельсовета.

## Географическое положение
Находится примерно в 25 километрах к юго-западу от райцентра, в 45 км от Минска, в 20 километрах от железнодорожной станции Руденск линии Минск-Осиповичи, на реке Свислочь.

## История
Населённый пункт впервые упоминается в начале XVIII века как село Смиловичского имения, принадлежавшее Завише. Упоминание связано с оценкой урона, нанесённого полками Великого Княжества Литовского, расквартированными в Смиловичах в 1710 году во время Северной войны. После II раздела Речи Посполитой 1793 года село вошло в состав Российской Империи. На 1795 год оно относилось к Дукорской волости Игуменского уезда Минской губернии. На 1800 год принадлежало судье С. Монюшко, здесь насчитывалось 62 двора, проживали 378 человек, функционировали деревянная католическая каплица и водяная мельница. В середине XIX века деревня, входившая в состав имения Городище, принадлежавшего Ваньковичам. На 1845 год здесь было 47 дворов. В 1860 году в одном из сельских домов открылась церковно-приходская школа. Согласно Переписи населения Российской империи 1897 года в Турце насчитывалось 158 дворов, проживали 972 человека, имелись церковно-приходская школа, каплица, водяная мельница, хлебозапасный магазин, питейное заведение. На начало XX века было 175 дворов, 1087 жителей. В 1902 году построено новое деревянное здание школы. На 1910 год здесь было 56 учеников (51 мальчик и 5 девочек) из Турца и окрестных деревень. Во время Революции 1905 года и в сентябре 1908 года в деревне происходили крестьянские выступления. На 1917 год она входила в состав Дукорской волости, здесь было 176 дворов, 1092 жителя. В октябре 2017 года здесь прошёл съезд солдатских комитетов 3-го Сибирского корпуса 2-й армии Западного фронта, участие в нём приняли 200 депутатов. С февраля по декабрь 1918 года деревня была оккупирована немцами, с августа 1919 по июль 1920 — поляками. 20 августа 1924 года населённый пункт вошёл в состав вновь образованного Дукорского сельсовета Смиловичского района. Во время Великой Отечественной войны деревня была оккупирована немецко-фашистскими захватчиками в начале июля 1941 года. Как минимум 116 сельчан погибли на фронте. В начале июля 1944 года Турец был освобождён воинами 472-го гаубичного артиллерийского полка. Солдаты, погибшие при освобождении деревни, а также при отступлении в 1941 году, были похоронены в братской могиле. 20 января 1960 года Турец передан в состав Смиловичского сельсовета Червенского района, здесь проживали 1052 человека. В 1976 году впамять о погибших во время войны жителях деревни и советских солдатах установлен памятник-стела. На 1997 год в Турце было 299 домохозяйств, жили 783 человека, здесь располагалась центральная усадьба колхоза «X съезд Советов», животноводческая ферма, мастерская по ремонту сельскохозяйственной техники, магазин, базовая школа, библиотека, фельдшерско-акушерский пункт, детский сад-ясли, Дом культуры, отделение связи, комплексный приёмный пункт бытового обслуживания населения, автоматическая телефонная станция, столовая. На 2013 год 296 дворов, 831 житель

## Инфраструктура
На 2013 год агрогородок, где функционируют ОАО «X съезд Советов», ЗАО «Турец», научно-педагогический комплекс детский сад-начальная школа, Дом культуры, библиотека, фельдшерско-акушерский пункт, отделение связи, 3 магазина.

## Население
- 1800 — 62 двора, 378 жителей
- 1845 — 47 дворов
- 1897 — 158 дворов, 972 жителя
- начало XX века — 175 дворов, 1087 жителей
- 1917 — 176 дворов, 1092 жителя
- 1960 — 1052 жителя
- 1997 — 299 дворов, 783 жителя
- 2013 — 296 дворов, 831 житель